# 若洛貝 (托馬什皮利區)
48°35′41″N 28°36′26″E / 48.59472°N 28.60722°E
若洛貝（烏克蘭語：是位於烏克蘭西南部文尼察州裏圖利欽區的村莊，始建於1700年，面積1.75平方公里，海拔高度259米，2001年人口347，人口密度每平方公里197.95人。